# Лозова Оксана Євгенівна
Лозова Оксана Євгенівна (нар. 2 травня 1963, с. Неслухів) – письменниця, перекладач.

## Життєпис
Середню школу закінчила в 1980 році. З 1981 року навчалася на факультеті журналістики Львівського університету імені  Івана Франка, який закінчила в 1987 році. 
Працювала робітницею у Львові на взуттєвій фабриці «Прогрес», складачем та коректором в друкарні, кореспондентом районної та заводської газет. 
З 1997 року — редактор газети «Світ Університету» Львівського національного університету ветеринарної медицини та біотехнологій імені Степана Гжицького.
З 2002 року – редактор журналу «Сільський господар». 
Працювала редактором художньої літератури журналу «Дзвін». 
Член Національної спілки письменників України з 2000 року.

## Творчість
У 1994 році видала першу  збірку поезій «Просто неба»,  яку Музей Івана Франка у Львові визнав кращим дебютом року. 
Вийшли також збірки поезій «У лісі серед міста», «Цвіт і дим» , «Політ у літо», книга перекладів поезій Анни Ахматової «Мені був голос...»,  повісті «Листи із зелених конвертів»  та «За сонцем навздогін», поема «Мотря», книги «Очі дерев», «Лірика», «Хто Україна твоя?». 
Авторка  текстів багатьох популярних пісень.  
Перекладає поезії з білоруської, грузинської та російської. Твори Оксани Лозової перекладені англійською, білоруською, грузинською, італійською, литовською та польською мовами.  

## Відзнаки
- 2010 р. — Обласна премія імені Маркіяна Шашкевича (за книжки «Очі дерев» і «Лірика»).
- 2014 — Премія імені Леся Мартовича.
- 2022 — Всеукраїнська премія імені Анатолія Криловця (за збірку лірики «Час не минає»).